# Solnedgång

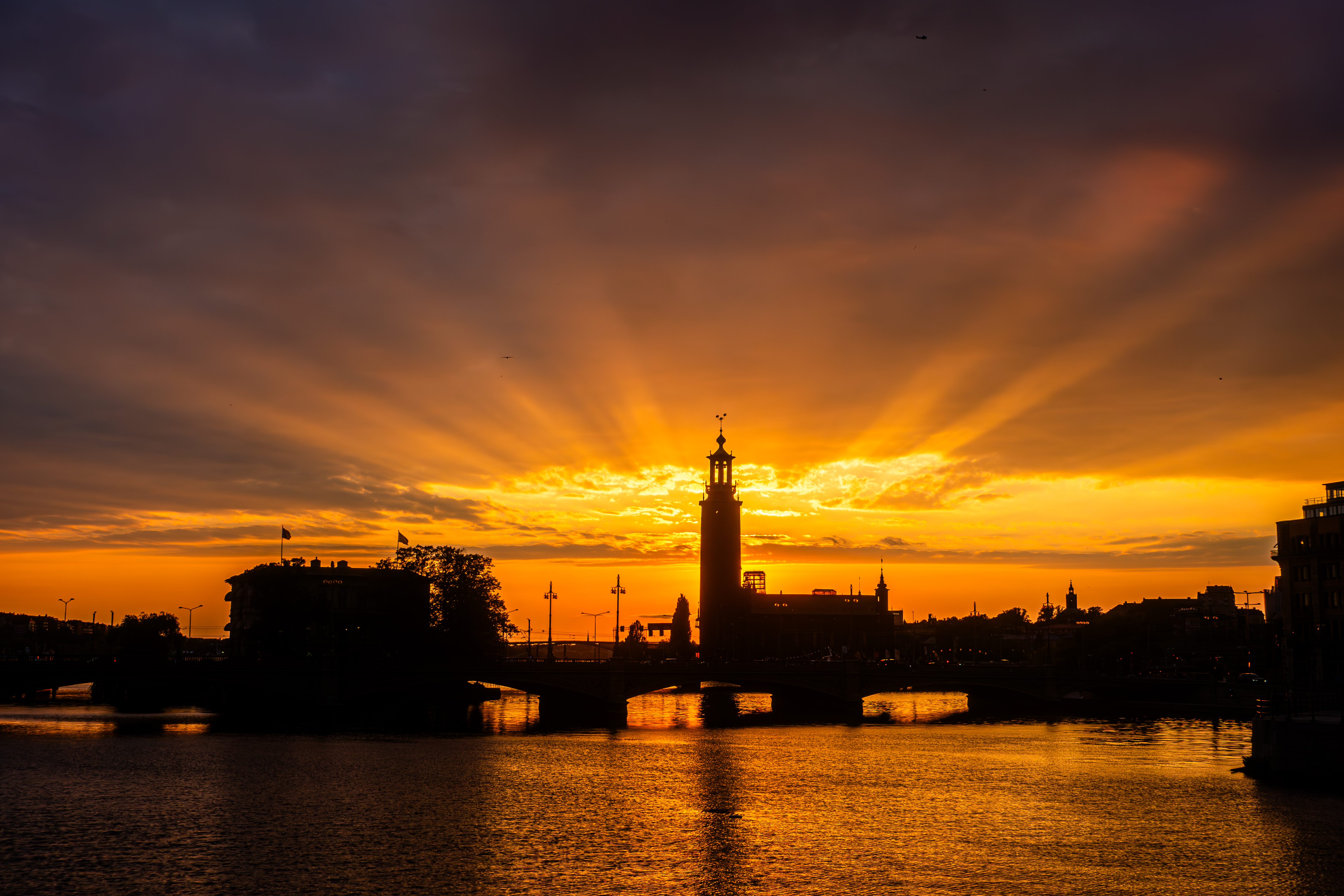
Solnedgång med aftonrodnad över Stockholm i september 2024.

Solnedgång är när solen försvinner under horisonten i väster på kvällen, vilket avslutar dagen. Detta fenomen inträffar på grund av jordens rotation kring sin axel och innebär att ljus och värme minskar. 
SMHI definierar solnedgång som den tidpunkt då solens skenbara övre rand passerar horisonten. Solstrålarna bryts i luftlagren genom refraktion och viker av mot jordytan vilket innebär att solen rent geometriskt befinner sig längre ner under horisonten. I södra Sverige betyder refraktionen att solnedgången senareläggs med cirka 10 minuter.
Uppgifterna i 'Den Svenska Almanackan' fram till och med 2013 beräknades efter solens mittpunkt, dvs solens upp- och nedgång angavs som de tidpunkter då solens skenbara mittpunkt passerar horisonten. Från och med almanackan för 2014 använder även 'Den Svenska Almanackan' solens övre rand. 

## Fem faser
I samband med solnedgången uppträder aftonrodnad som är ett svagt ljus på himlen efter solnedgång och som skapas av ljusspridning och ger färgnyanser som rosa, lila, orange och rött.
Solnedgången kan indelas i fem faser:

1. Innan solnedgången: Innan solen sjunker under horisonten, börjar himlen gradvis förändras i färg i väster, och ljuset från dagen avtar. Detta fenomen kallas skymning.

2. Sista glimten: När solen börjar sjunka under horisonten, försvinner dess nederkant först. Detta är den sista glimten av solen, och ljuset blir svagare och mindre intensivt.

3. Färgförändringar: Färgerna på himlen under solnedgången varierar från ljusa nyanser av guld och orange till djupare toner av rosa, lila och blått. Färgerna förändras snabbt och blir mörkare när solen sjunker lägre på himlen.

4. Solens rörelse: Solen fortsätter att sjunka på himlen och dess ljus drar sig tillbaka över landskapet, vilket skapar långa skuggor från träd, byggnader och andra objekt. Skuggorna förkortas och förändras i riktning när solen sjunker.

5. Övergång till natt: När solen har sjunkit under horisonten och dess ljus inte längre är tillräckligt starkt för att belysa landskapet, övergår skymningen till natt. Himlen blir mörkare och stjärnor börjar synas på himlavalvet.

## Varför blir himlen orange?
Varför är då solen ”vit” på dagen men ”orange/röd” vid soluppgång och solnedgång? Det beror på att jordens atmosfär inte är lika transparent i olika färger. Solen ger ifrån sig ljus av alla färger vilket ögat uppfattar som vitt. Ljus med kortare våglängd, särskilt lila och blått, sprids av molekyler och stoftpartiklar i atmosfären. Det är detta som gör att himlen är blå (när det inte är mulet). På kvällen när solen syns nära horisonten går solljuset en längre väg snett genom atmosfären. Då sprids det blåa ljuset bort åt alla håll medan det långvågiga gula och röda fortfarande går rätt igenom. Hade vi ingen atmosfär skulle himlen alltid vara svart och solen alltid vit.
Vid solnedgång kan även olika ljusfenomen som gröna blixten och alpglöd uppstå.

## "Red sky at night - Sailors delight"
Stämmer det gamla engelska ordspråket "red sky at night - sailors delight", det vill säga att det blir fint väder vid en klar solnedgång? I några fall fall kan finnas möjliga meteorologiska förklaringar bakom ordspråket. På kvällen står solen i väster. Anta att det finns kvar en del medelhöga moln mer rakt upp på himlen och i öster. Dessa moln hänger då ofta samman med en kallfront som passerat med regn och som är på väg åt öster. In kommer istället en högtrycksrygg och det klarnar då upp västerifrån. Molnen på kvällshimlen blir då kraftigt röd-gula när solen är nära den molnfria horisonten i väster. Det fina vädret håller i regel åtminstone i sig över nästa dag.

## Bildgalleri över solnedgångar i världen

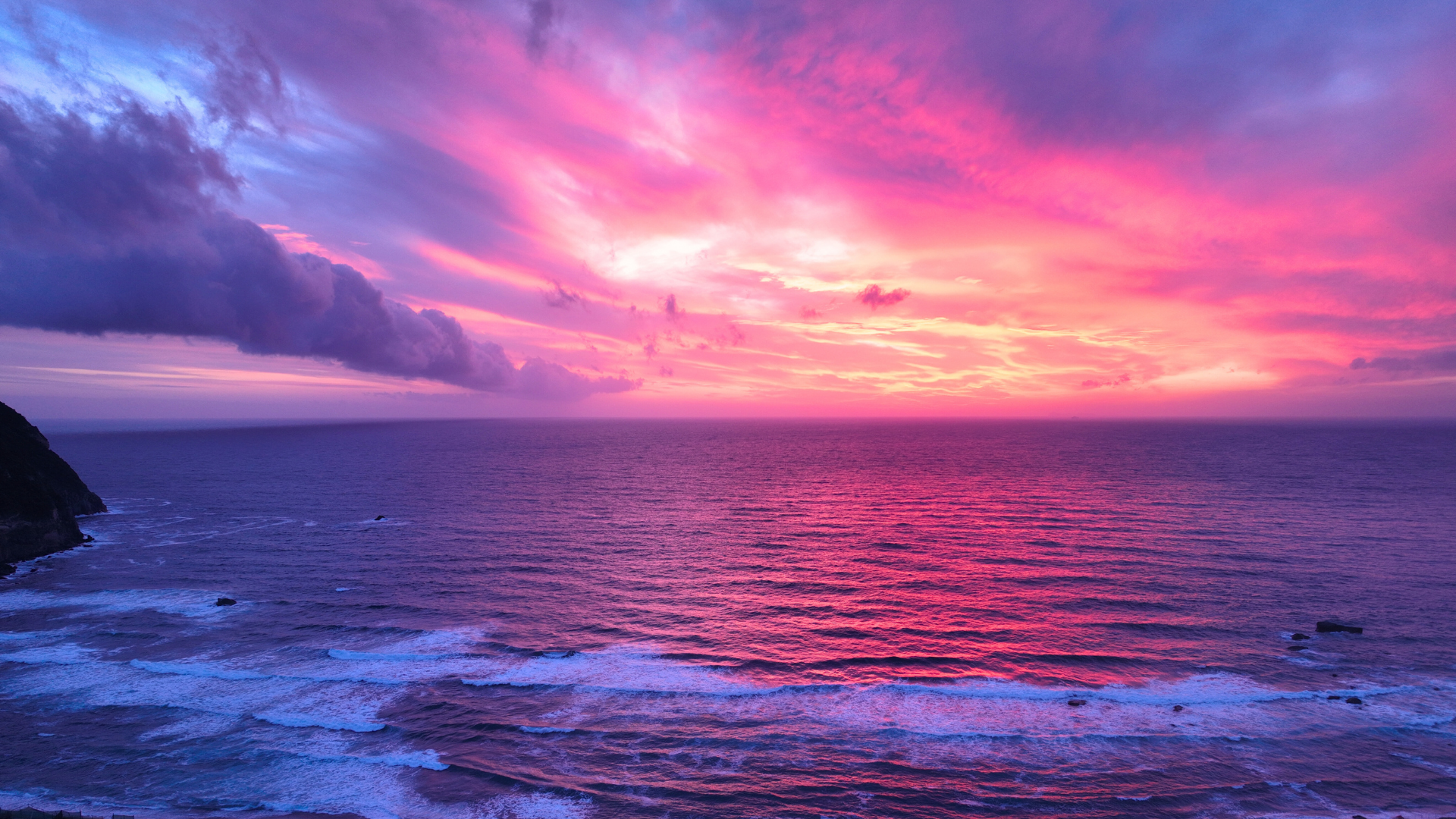
Solnedgång med rosa aftonrodnad över Tyrrenska havet vid Italiens sydvästkust.
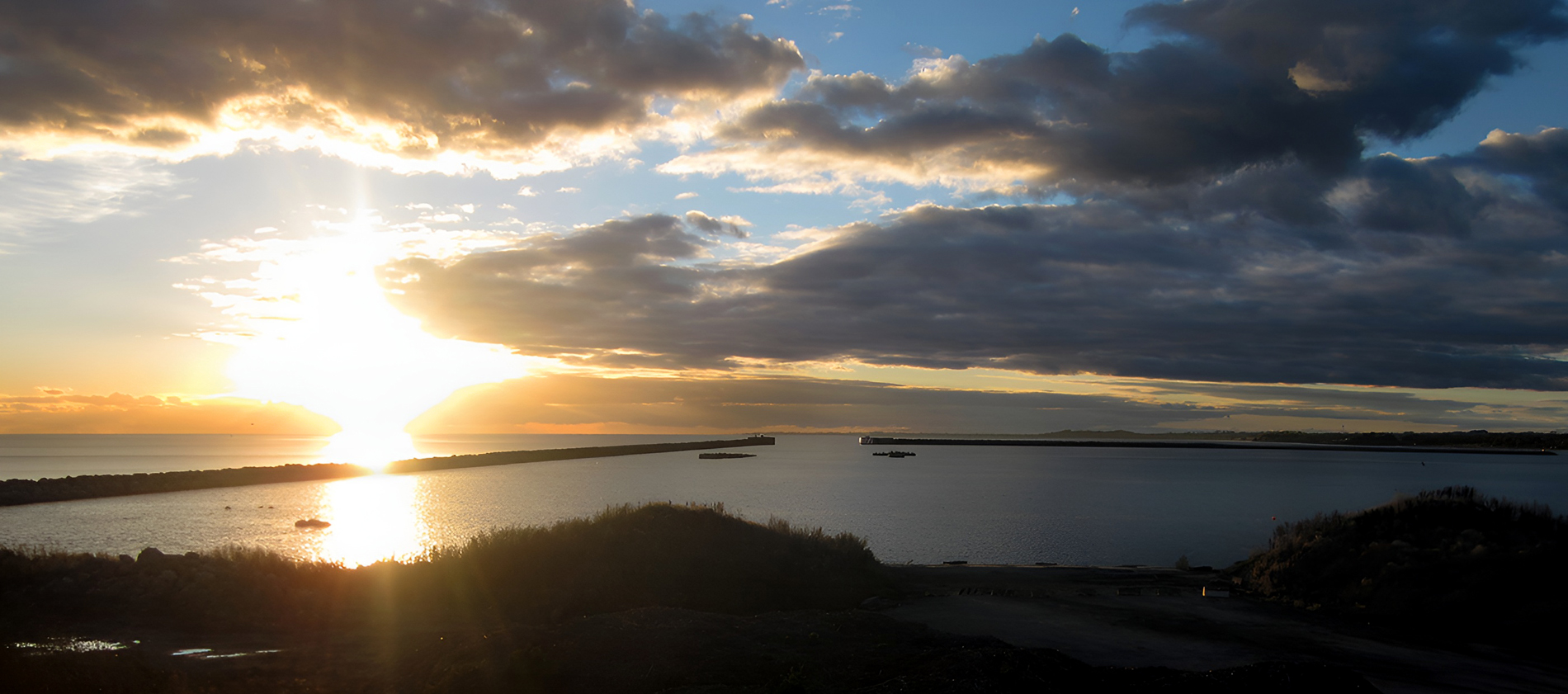
Solnedgång över inloppet till Ystads hamn 27 okt 2012.
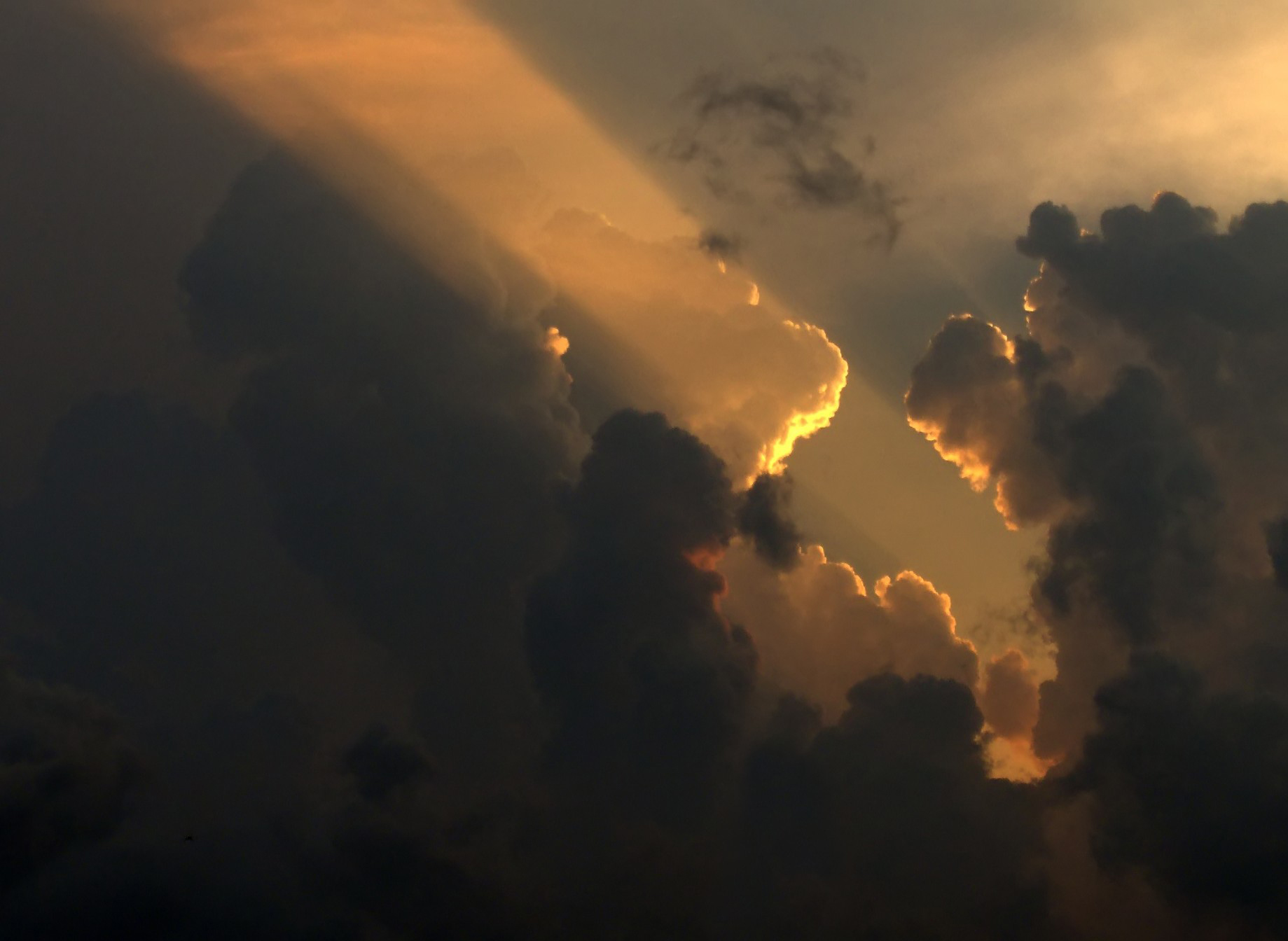
Solnedgång över Vercors-bergen, sett från Grenoble.
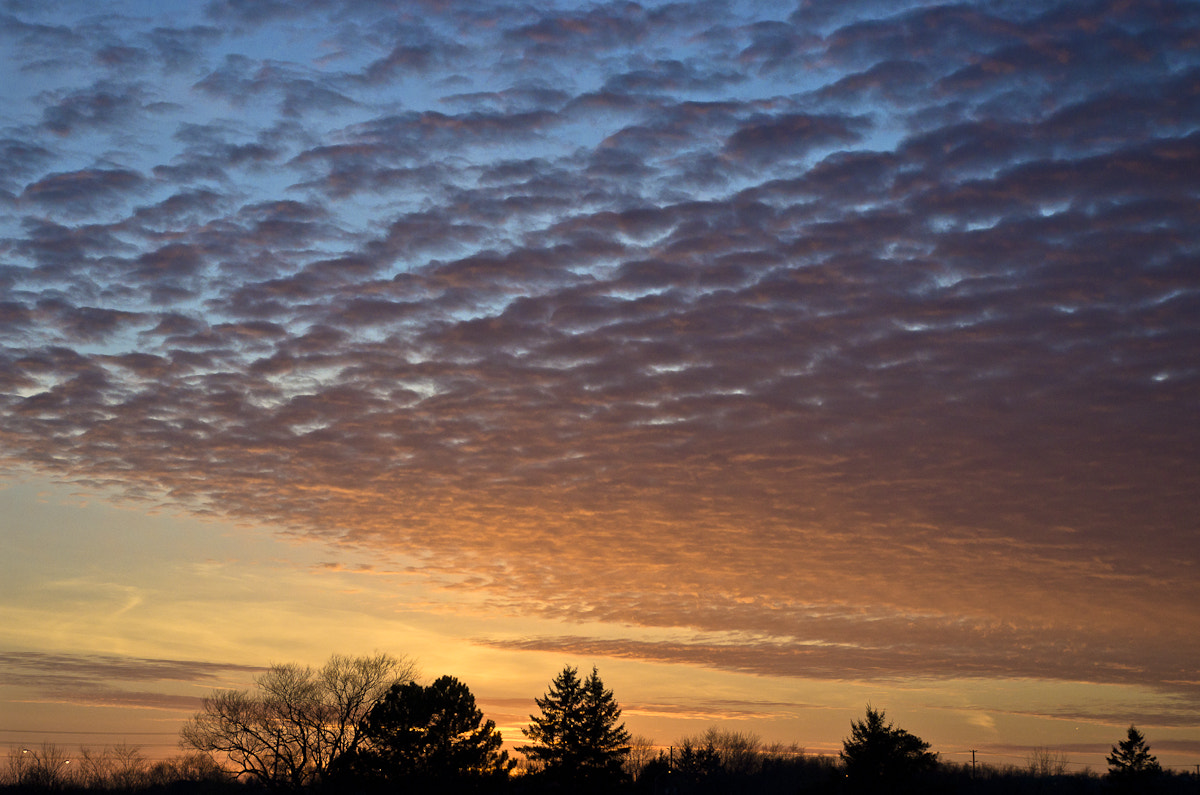
Solnedgång över Kanada.
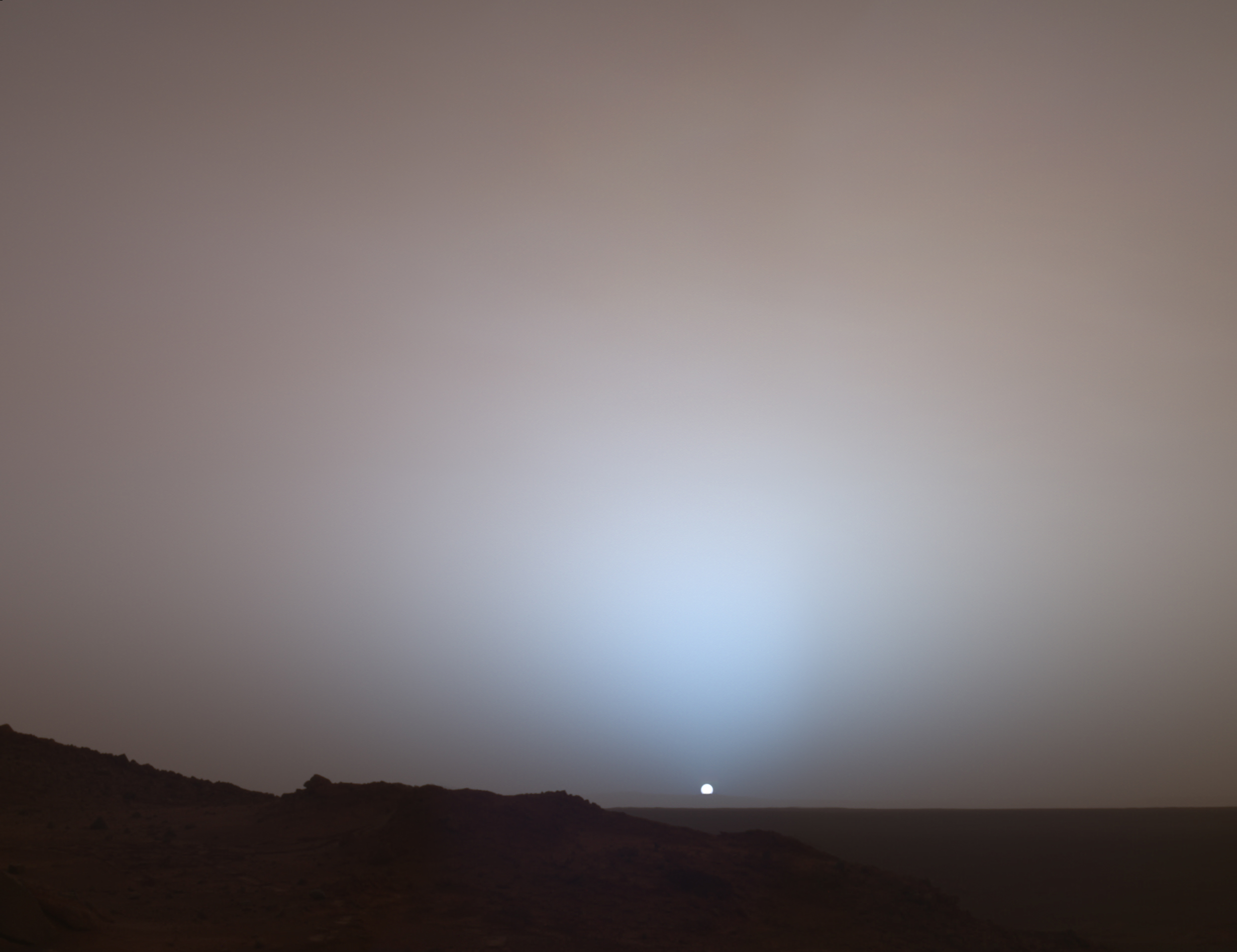
Solnedgång på planeten Mars, fotograferad av NASA:s rymdfordon Mars Rover från Mars den 19 maj 2005. Eftersom Mars inte har någon atmosfär har inte himlen här någon aftonrodnad utan det vita solljuset avtar bara alltmer när solen försvinner under horisonten. Att solen ser mycket mindre ut än från jorden beror på att Mars befinner sig cirka 100 miljoner km längre bort från solen.